# 胆巴
胆巴（1230年—1303年），一名“功嘉葛剌思”，又名“庆喜称”，尊称“阿尼胆巴”，藏族，西番突甘斯旦麻（今青海省玉树藏族自治州称多县）人，藏传佛教萨迦派高僧，元朝国师，后追封元朝帝师。

## 生平
胆巴的事迹，《元史》、《佛祖历代通载》、《神僧传》、《释氏稽古录》等汉文古籍均有记载。赵孟頫书写的《大元敕赐龙兴寺大觉普慈广照无上帝师之碑》（又名《胆巴碑》）记述了胆巴在佛教上的功德。
胆巴幼年丧父，依靠叔父生活，可能在幼年时便出家为僧。9岁时，胆巴便可流利地背诵一些符咒。12岁时，师从萨迦法王贡噶坚赞，通晓经咒坛法，取名为“胆巴”。法王曾试其以梵咒，其诵如流，法王遂预言“此子宿积聪惠异，日后当与众生作大饶益”。24岁时，胆巴为家乡的佛教徒演讲“大喜乐本续”，使听讲者悦服。宋理宗宝祐元年（1253年，蒙古蒙哥汗二年），胆巴奉师命赴天竺，参拜高僧古达麻室利学习梵秘经典。赵孟頫《胆巴碑》载：“其童子出家，事圣师绰里瓦为弟子，受名胆巴。梵言胆巴，华言微妙。先受密秘戒法，继游西天竺国，编参高僧，受经律论，由是深入法海，博采道要，显密两融，空实兼照，独立三界，示众标的。”胆巴学成之后，回到藏区收徒传教。曾任元朝宰相的桑哥，便是胆巴的学生。
忽必烈至元元年（1264年），大元帝师八思巴返回西藏时，结识了胆巴。至元六年（1269年），八思巴再赴元朝朝廷时，携来许多吐蕃僧人，其中包括胆巴。胆巴来到朝廷后，获忽必烈封为“金刚上师”，并奉忽必烈之命居于五台山寿宁寺。五台山设立藏传佛教寺院由胆巴开始。胆巴来到五台山后，便“建立道场，行秘密咒法，作诸佛事，祠祭摩诃伽刺，持戒甚严，昼夜不懈。屡彰神异赫然流间，自是德业隆盛，人天敬归。”胆巴苦心经营，使寿宁寺日盛，成为闻名的大寺。元英宗硕德八刺朝礼五台山时，便驻跸于该寺。
至元九年（1272年），胆巴应邀赴大都，为一批蒙古王公授戒，成为他们的老师。
至元十一年（1274年），元朝帝师八思巴由皇太子真金护送回藏区。《胆巴碑》载：“帝师（指八思巴）告归西蕃，以教门之事属之于师（指胆巴）”。此时，元军南下进攻江南，胆巴降笔祈祷称：有大黑神领兵西北方来，吾亦当避。“于是列城望风款附，兵不血刃。至于破常州，多见黑神出入其家，民罔知故，实乃摩诃葛刺神也，此云大黑天，盖师祖父七世事神甚谨，随祷而应，此助国之验也。乙亥（至元十二年），师具以闻，有旨建神庙于涿之阴，结构横丽，神像威严，凡水旱蝗疫，民祷响应。”此处所述涿州建庙之事，藏文史籍《汉藏史集》称：“上帝遣尼波罗工匠阿尼哥建寺于涿州，内塑保法麻葛刺主从像，由上师（指胆巴）来开光，此依怙像之脸面朝东南方蛮子地方，并命阿阇黎胆巴贡噶在此护法处修法。”
至元十八年（1281年），胆巴参加佛、道争正统的辩证会。当时，道教徒以《老子化胡经》等贬诋佛教，称老子曾到西天竺教化释迦，所以佛祖是老子的学生。佛教徒则仗着多次辩败道教徒的气势，力辩其伪。同年夏，佛道两教奉命在长春宫考辩道藏诸经之真伪，丹巴作为佛教徒代表，奉忽必烈之旨参加辩论。经过数月辩论，道教徒最终失败。同年秋十月，忽必烈下旨毁道藏经书以及石碑画著。此次佛道辩论后，撰有《至元辩伪录》一书，从中可以看出丹巴在辩论中的重要作用。
至元十九年（1282年），丹巴提出西归，忽必烈多次挽留，丹巴仍坚持西归。胆巴先赴云中，经西夏至临洮，途中讲经传法，最后回到了家乡玉树地区，在当地从事了六年的佛教活动，留下许多故事。
至元二十六年（1289年），胆巴奉诏再到大都，驻锡圣安寺。不久，忽必烈命其赴潮州（今广东省潮安）传法。胆巴于四月出发，八月抵达潮州，驻锡开元寺。胆巴在潮州城南的净乐寺故址建寺，“殿宇既完，师手塑梵像，齐万僧以庆赞之。”当时，潮州的地方长官为枢密副使月的迷失，据传其妻患有怪病，医药无效，胆巴应月的迷失之邀前去其家中医治，尽取巫觋绘像焚毁，并用所持的佛珠加于其妻之身，其妻之病当即痊愈。
至元二十九年（1292年），忽必烈将胆巴召回大都。次年五月，忽必烈患病，胆巴在内殿建立观音狮子吼道场祈祷，其病七日而愈，乃赐胆巴白金五十锭。忽必烈准在五台山专为胆巴兴建一座寺院，但尚未开工，忽必烈便于至元三十一年（1294年）逝世。同年四月，元成宗铁木儿继位，胆巴来朝庆祝。
元成宗在位时，对胆巴仍很崇信。胆巴上朝庆贺新帝登基后，便奏请蠲免僧道税粮，当即获得成宗许可。元贞元年（1295年）四月，胆巴奉命移驻大都的大护国仁王寺。移居时，成宗命内府将皇帝出行时的仪仗队给胆巴使用，并派出百官护送。不久，海都侵犯西番边界，胆巴奉旨在瓮山（今颐和园万寿山）兴建摩诃葛刺庙祈祷，数日之后捷报传来，称海都已经被击退。随后，胆巴奉命为成宗祷疾，病立愈。成宗赏赐胆巴许多币帛，并下诏自御前校尉中派出10人保护胆巴。实际上，上述记录都是当时佛教徒的渲染，而元朝皇帝借佛事笼络西僧，则是元朝朝廷的一贯政策。
元成宗大德六年（1302年）二月，成宗北巡，命令胆巴伴驾，到柳林（今北京附近）时突然患病，乃派人召胆巴前来探视。数日后病愈，成宗乃下诏令天下僧人普阅藏经，并大赦天下，还赐给胆巴丰厚礼品。三月，成宗继续出巡，命胆巴乘坐象舆作为前导。途经云州龙门时，胆巴对众弟子称：“此地龙物所都，或兴风雨，恐惊乘舆，汝等密持神咒以待之。”果然在当夜雷电大作，四下震怖，唯皇帝车舆安然无恙。成宗对胆巴更加崇信。
大德七年（1303年）五月十八日午时，胆巴在上都圆寂，享年74岁。成宗得知后悲悼，赐沈檀众香就上都庆安寺建塔安葬胆巴的遗骨，其舍利则被迎回大都，葬于大护国仁王寺庆安塔。皇庆二年（1313年），元仁宗下诏追赠胆巴为“大觉普惠广照无上胆巴帝师”。
胆巴生前仅任过元朝国师，是与八思巴同一时期的番僧，又是经八思巴举荐而成为国师。当时，胆巴威望很高，在史书中多有记载。八思巴返回西藏时，胆巴未能出任帝师，主要原因可能是胆巴不是萨迦款氏家族之人，而是今甘肃、青海、四川一带的人。

## 延伸阅读
[在维基数据编辑]
 《新元史/卷243》，出自柯劭忞《新元史》
 《元史·卷202》，出自宋濂《元史》